# Седиментація
Седимента́ція (sedimentum — осідання) (рос. седиментация, англ. sedimentation, нім. Sedimentation)
- 1) Осідання або спливання частинок дисперсної фази (твердих крупинок, крапельок рідини, бульбашок газу) в рідкому або газоподібному дисперсійному середовищі в гравітаційному полі або полі відцентрових сил. Седиментація відбувається, якщо направлений рух часток під дією сили тяжіння або відцентрової сили переважає над хаотичним тепловим рухом часток. Швидкість седиментації залежить від маси, розміру і форми частинок, в'язкості і густини середовища, а також від прискорення вільного падіння або діючих на частинку відцентрових сил. У гравітаційному полі седиментують досить великі частинки, не схильні до теплового (броунівського) руху; в полі відцентрових сил можлива седиментація колоїдних частинок і макромолекул — молекул природних і синтетичних полімерів. Для дрібних не взаємодіючих між собою сферичних частинок, які осідають в ламінарному режимі, швидкість седиментації обчислюють за формулою Стокса. С. в дисперсних системах з рідким та особливо газовим дисперсійним середовищем часто супроводжується збільшенням седиментуючих частинок внаслідок коагуляції і (або) коалесценції. С. використовують у промисловості для аналізу мінеральних дисперсних продуктів при збагаченні корисних копалин, розділенні продуктів хімічної та нафтохімічної технології, для очищення та гідравлічної класифікації різних порошкоподібних матеріалів. С. в гравітаційному полі, а також у центрифугах та ультрацентрифугах лежить в основі седиментаційного аналізу. С. в природі призводить до утворення осадових гірських порід, освітлення води у водоймищах, звільнення атмосфери від крапельно рідких та твердих частинок, що в них знаходяться.

- 2) У мінералогії — процес утворення осадових мінералів і мінеральних комплексів.

- 3) Сукупність процесів нагромадження відкладів у водному середовищі. С. є одним із важливих факторів самоочищення природних вод, що призводить до прояснення води, зменшення мінералізації, колірності, запахів, бактеріального забруднення.